# مانفرد اکو-ابله
مانفرد اکو-ابله (انگلیسی: Manfred Ekwe-Ebele؛ زادهٔ ۳۰ سپتامبر ۱۹۸۸) بازیکن فوتبال اهل فرانسه است.
از باشگاه‌هایی که در آن بازی کرده‌است می‌توان به باشگاه فوتبال استراسبورگ اشاره کرد.